# 刘金虎
刘金虎（1958年8月—），宁夏同心人，汉族，中华人民共和国政治人物、第十一届全国政协委员。
担任全国工商联常委、宁夏回族自治区工商联主席、宁夏金龙集团董事局主席。2008年，当选第十一届全国政协委员，代表中华全国工商业联合会，分入第二十一组。并担任经济委员会专委。